# Gomecello
Gomecello és un municipi de la província de Salamanca a la comunitat autònoma de Castella i Lleó. Limita al Nord amb Pedrosillo el Ralo, Villaverde de Guareña i La Vellés, a l'Est amb Cabezabellosa de la Calzada, al Sud amb Aldearrubia i a l'Oest amb Moriscos.

## Demografia
| 1991 | 1996 | 2001 | 2004 |
| ---- | ---- | ---- | ---- |
| 635  | 583  | 520  | 511  |

## Alcaldes
- 2003 - 2007 Julián Rodríguez Pedraz UPSa
- 2007 - Rosa María Esteban Ayuso (PP)